# 광평대군
광평대군 이여(廣平大君 李璵, 1425년 5월 28일~1445년 1월 23일)는 조선의 왕자이며, 세종 이도와 소헌왕후 청송 심씨의 5남(적5자)이다.

## 이름
성은 이, 이름은 여(璵), 본관은 전주, 자는 환지(煥之), 호는 명성당(明誠堂), 시호는 장의공(章懿公)이다.

## 생애

### 일생
1425년 5월 2일에 태어났다. 세종 14년(1432년) 8세에 광평대군에 봉해졌다. 형인 임영대군까지는 정1품 대광보국(大匡輔國)의 산관(散官)을 붙였으나, 왕자에게 굳이 산관을 더할 이유가 없다고 본 세종은 광평대군부터는 대군, 왕자군에게 더는 산관을 붙이지 않았고 무품계의 반열에 올린다.
세종 18년(1436년) 12세에 동지중추부사 신자수(증 좌의정)의 딸 신씨와 결혼하고 같은 해, 동생 금성대군과 성균관에 입학하여 수학하였다. 부왕 세종의 총애를 받았으며 학문을 좋아하여 경서에 통달하였고, 문선 등에 재능이 있었으나 일찍 요절하였다.

### 무안대군의 봉사손이다.
세종 19년(1437년), 부왕의 명으로 후사가 없는 종조부 무안대군 이방번에 대한 제사를 받드는 봉사손(奉祀孫)이 된다.
전교하기를,
| “ | “공순공(恭順公) 이방번(李芳蕃)·소도공(昭悼公) 이방석(李芳碩)은 모두 의친(懿親)으로서 불행히 후사가 없으니, 광평 대군(廣平大君) 이여(李璵)를 방번의 뒤로 삼고, 금성 대군(錦城大君) 이유(李瑜)를 방석의 뒤로 삼아서 사당을 세우고 제사를 받들게 하라. | ” |
하였다.— 세종 77권, 19년(1437 丁巳 / 명 정통(正統) 2년) 6월 3일(辛酉) 2번째기사

### 사치 문제
임금이 광평대군 이여의 집의 간가(間架)가 법도를 넘었다 하여, 이의 철훼(撤毁)하기를 명하였다. 승정원에서 아뢰기를,
| “ | 이미 영조(營造)하였으니, 청하옵건대, 철훼하지 말게 하옵소서. | ” |
하니, 드디어 그 철훼의 명을 정침하였다.— 세종 82권, 20년(1438 戊午 / 명 정통(正統) 3년) 7월 14일(丙申) 1번째기사

### 인사 청탁 문제
친형인 임영대군과 함께 인사 청탁을 해주어서 논란이 되기도 했다.
신효창(申孝昌)의 친손녀는 광평 대군 이여의 부인이고 외손녀는 임영 대군의 부인으로, 1437년(세종 20년) 신효창이 두 대군에게 편지를 보내어 자신의 비첩(婢妾)이 낳은 서자인 신근지(申謹之)를 벼슬시킬 것을 청탁하였다. 신근지는 광평대군에게는 처서삼촌이 된다.
처조부 신효창의 청탁을 받아 친형 임영대군과 함께 신근지의 벼슬을 청탁하였다.

형제가 부왕 세종대왕을 찾아가 『근지는 사예(射藝)에 능하여 마땅히 쓸 만합니다.』고 고하였다. 임금이 병조에 명하여 그 재주를 시험하니, 보사(步射)와 기사(騎射)에 모두 합격하였다. 그러나 뒤에 논란이 되어 신효창과 신근지의 임명장은 빼앗겼다가 도로 되돌려받았다.— 세종실록 76권, 세종 19년(1437 정사 / 명 정통(正統) 2년) 3월 20일(경술) 1번째기사

## 죽음

### 사인
임금이 광평대군 이여가 창진(瘡疹)을 앓기 때문에 연창군(延昌君) 안맹담(安孟聃)의 집으로 이어하였다.

### 평판
광평대군 이여가 졸(卒)하였다. 여의 자는 환지(煥之)이고 호는 명성당(明誠堂)이니, 임금의 다섯째 아들이다. 홍희(洪熙) 원년 을사(乙巳) 5월 임신일(壬申日)에 나서, 선덕(宣德) 7년 임자(壬子) 정월에 광평대군에 봉하였다. 나이 어릴 때부터 학문에 힘써서 《효경》과 《소학(小學)》과 사서삼경을 다 통하고, 《문선(文選)》과 이태백·두자미·구양수·소동파의 문집들을 두루 열람하였고, 더욱 《국어(國語)》와 《좌전(左傳)》에 공부가 깊었으며, 음률(音律)과 산수(算數)에 이르기까지도 그 오묘(奧妙)한 이치를 다 알았다. 글을 잘 짓고 글씨의 필법도 절묘하였으며, 강한 활을 당겨서 멀리 쏘고, 또 격구(擊毬)에도 능하였다. 임금이 간의대(簡儀臺)와 종부(宗簿)의 일을 총관(總管)하기를 명하였더니, 종합하고 정리함에 체제를 세웠었다. 임금이 무안군의 후사가 없음을 추념(追念)하여 입후(立後)를 시켜서 그 제사를 받들게 하였다. 이여가 창진을 앓고 있었는데, 임금이 심히 근심하여 여러 방법으로 치료를 했으나 끝내 효과를 얻지 못하고 죽으니, 임금과 중궁이 몹시 슬퍼하여 3일 동안 조회를 거두었다. 여는 성품과 도량이 너그럽고 넓으며, 용모와 자태가 탐스럽고 아름다우며, 총명하고 효제(孝悌)하여 비록 노복이나 사환이라도 일찍이 꾸짖지 아니하매, 사람들이 모두 사랑하였다. 시호(諡號)를 장의(章懿)라고 하였으니, 공경하고 삼가고 높고 밝음이 장(章)이고, 온화하고 부드럽고 현명하고 착함이 의(懿)이다. 아들이 하나이니 이름은 이부(李溥)이다.— 세종 106권, 26년(1444 갑자 / 명 정통(正統) 9년) 12월 7일(임자) 1번째기사

#### 사후, 부왕 세종의 통한
처음 여의 병이 위독할 때 임금이 밤을 새워 자지 않았고, 끝내 죽으매 종일토록 수라를 들지 아니하니, 도승지 이승손 등이 아뢰기를,
| “ | 성상께서 오랜 병환이 있으신데 애통하심이 예절에 지나치십니다. 청하옵건대, 수라를 드시옵소서. | ” |
하니, 임금이 말하기를,
| “ | 내 마땅히 그리 하겠노라. | ” |
하였으나, 날이 저물어서야 죽만 조금 마실 뿐이었다. 백파령(白波令)에게 명하여 상례를 주관해 보게 하고, 첨지중추원사 정척(鄭陟)과 변효문(卞孝文)·예빈 소윤(禮賓少尹) 민완(閔瑗)으로 호상(護喪)하는 일을 시키고, 또 동부승지 이사초(李思招)를 명하여 또한 가서 보살피게 하고, 초상 중에 목욕과 염습(斂襲)과 빈소(殯所)에 관한 제구(諸具)를 다 관(官)에서 마련하였다. 정부와 육조에서 조위(弔慰)하는 전문(箋文)을 올리니, 이르기를,
| “ | 온화하고 순량한 숙덕(夙德)이 일찍이 종실(宗室)의 꽃부리었더니, 준수하고 풍우한 자태가 문득 황천의 막힘이 되었나이다. 슬픔이 깊이 대궐에 감싸이매, 아픔이 널리 민심에 맺히나이다. 엎드려 생각하옵건대, 성상의 비통하심을 너그러이 하시어 신하들의 소망에 답하여 주시기를 원하옵나이다. | ” |
하였다.— 세종 106권, 26년(1444 갑자 / 명 정통(正統) 9년) 12월 7일(임자) 1번째기사

## 묘소
서울특별시 강남구 수서동 산 1번지 대모산(大母山) 기슭에 있으며, 서울 유형문화재 제48호이다. 이 일대를 지나는 도로를 그의 군호를 따 광평로라 명명하였다.

## 가족 관계
- 조부 : 3대 태종(太宗, 1367 ~ 1422)
- 조모 : 원경왕후 민씨(元敬王后 閔氏, 1365 ~ 1420)
  - 아버지 : 4대 세종(世宗, 1397 ~ 1450)
- 외조부 : 청천부원군 심온(靑川府院君 沈溫, 1375 ~ 1419)
- 외조모 : 삼한국대부인 순흥 안씨(三韓國大夫人 順興 安氏, ? ~ 1444) 
  - 어머니 : 소헌왕후 심씨(昭憲王后 沈氏, 1395 ~ 1446) 
    - 큰누나 : 정소공주(貞昭公主, 1412 ~ 1424)
    - 형 : 5대 문종(文宗, 1414 ~ 1452)
    - 작은누나 : 정의공주(貞懿公主, 1415 ~ 1477)
    - 형 : 조선 7대 세조(世祖, 1417 ~ 1468)
    - 형 : 안평대군(安平大君, 1418 ~ 1453)
    - 형 : 임영대군(臨瀛大君, 1420 ~ 1469)
    - 남동생 : 금성대군(錦城大君, 1426 ~ 1457)
    - 남동생 : 평원대군(平原大君, 1427 ~ 1445)
    - 남동생 : 영응대군(永膺大君, 1434 ~ 1467)
    - 정부인 : 영가부부인 평산 신씨(永嘉府夫人 平山 申氏)[4] - 동지(同知) 증 좌의정(贈 左議政) 신자수(申自守)의 딸
      - 장남 : 영순군 이부(永順君 李溥, 1444 ~ 1470)

## 광평대군이 등장한 작품

### TV 드라마
- 서준영 - 2011년 SBS 《뿌리깊은 나무》

## 같이 보기
| - 조선 왕 가계도 - 세종대왕 - 소헌왕후 - 문종 - 세조 - 안평대군 - 금성대군 - 이범석 | - 전주 이씨 광평대군파 묘역 - 임영대군 - 양녕대군 - 효령대군 - 혜빈 양씨 - 대방군부인 송씨 |